# Wilhelm Metzén
Fredrik Wilhelm Metzén (i riksdagen kallad Metzén i Skänninge), född 12 maj 1832 i Linköpings församling, Östergötlands län, död 19 februari 1907 i Skänninge församling, Östergötlands län, var en svensk präst och politiker.

## Biografi
Wilhelm Metzén föddes 1832 i Linköping. Han var son till kyrkoherden Karl Johan Metzén i Klockrike församling. Metzén blev 1853 student vid Uppsala universitet och avlade där 15 november 1862 filosofie kandidatexamen, 30 maj 1863 filosofie doktor, 16 september 1865 teoretisk teologiexamen och 14 december 1865 praktisk teologiexamen. Han prästvigdes 8 oktober 1866 och avlade 10 oktober 1866 pastoralexamen. Metzén blev 28 december 1863 läroverksadjunkt i Norrköping, 1 januari 1872 predikant vid Arbetshuset i Norrköping, 27 augusti 1875 kyrkoherde i Skänninge församling, tillträde 1876 och var från 14 augusti 1891 till 30 april 1901 kontraktsprost i Göstrings kontrakt. Han utnämndes 1888 till ledamot av Nordstjärneorden. Metzén avled 1907 i Skänninge.
Metzén var riksdagsledamot i andra kammaren 1887–1890 för Vadstena, Skänninge, Söderköpings, Motala och Gränna valkrets. 1887 tillhörde han lantmannapartiet och 1888–1890 nya lantmannapartiet. 

### Familj
Metzén gifte sig 16 juli 1867 med Elvira Amalia Wawrinsky (1846–1909), dotter till stadskamrer Karl Johan Wawrinsky i Norrköping och Augusta Amalia Sundström. De fick tillsammans barnen Sally Metzén (född 1868) som var gift med förvaltaren John Anders Danckwardt-Lillieström och redaktören Oskar Teodor Olsson i Göteborg, Karl Metzén (1870–1873), Rut Metzén (född 1871) som var gift med apotekaren Christian Fredrik Bergendorff i Stockholm och civilingenjören Eskil Metzén (1875–1931).